# Pałac Bogusławskiego w Warszawie
Pałac Bogusławskiego – pałac znajdujący się przy ul. Żelaznej 97 w warszawskiej dzielnicy Wola. Siedziba domu generalnego Zgromadzenia Sióstr Franciszkanek Rodziny Maryi.

## Historia
Budynek został wzniesiony w 1807 przez Wojciecha Bogusławskiego w wyniku gruntownej przebudowy istniejącego w tym miejscu pałacyku. Źródła podają, że w czerwcu 1780 podczas pobytu w Warszawie Alessandro di Cagliostro, Hrabia di Cagliostro, właściwie Giuseppe Balsamo, miał występ w pałacyku. W tym też roku założył egipską lożę wolnomularską w Warszawie.
Budowla znajdowała się pomiędzy dwiema parterowymi oficynami. Jedna mieściła w sobie mieszkania, druga natomiast wozownie i stajnie. W 1825 pałac zakupił architekt Karol Henryk Gall, po czym go przebudował. Od roku 1862 właścicielem był ks. Julian Feliński. Wraz z bratem, arcybiskupem Zygmuntem, założył w pałacyku szkołę i sierociniec. Opiekę nad nim sprawowało założone przez Felińskiego Zgromadzenie Sióstr Franciszkanek Rodziny Maryi. W 1863 na dziedzińcu ustawiono zachowaną do dzisiaj rzeźbę Matki Boskiej, wykonaną przez Andrzeja Pruszyńskiego. Rzeźbiarz ten stworzył również płaskorzeźbę Chrystusa zamieszczoną w tympanonie. Na fasadzie umieszczono napis po łacinie Parva sed apta (Mała, ale wygodna).
W latach 1940–1943 pałacyk znajdował się w bezpośrednim sąsiedztwie warszawskiego getta. Siostry ze Zgromadzenia przyjęły pod opiekę ok. 11 dzieci żydowskich. Pomagały także w przemycaniu dzieci na stronę „aryjską” (skąd przewożono je do sierocińców lub rodzin na prowincji). W czasie powstania warszawskiego oddziały niemieckie dokonały dużych zniszczeń pałacyku. Został mocno naruszony pożarami, a siostry wywieziono do obozu koncentracyjnego w Ravensbrück.
Został odbudowany po 1945 w stylu klasycystycznym. Zmiany przeprowadziła Beata Trylińska. W obecnym kształcie różni się od pierwotnego. Niezmieniony zachował się portyk dwukolumnowy umieszczony w elewacji przedniej i czterokolumnowy w ogrodowej. Oficyny zostały połączone z korpusem budynku.
W 2017 roku w prawej oficynie pałacu otwarto Muzeum św. Zygmunta Felińskiego.

## Upamiętnienia
- Tablica upamiętniający zakup nieruchomości w 1862 roku dla „Rodziny Maryi” przez Zygmunta Szczęsnego Felińskiego od hrabiego Pusłowskiego[6].
- Tablica upamiętniająca Janusza Tarnowskiego (na fasadzie od strony ul. Żelaznej).
- Pomnik Zygmunta Szczęsnego Felińskiego z dwójką dzieci odsłonięty przed budynkiem w 2007.